# 长堀通

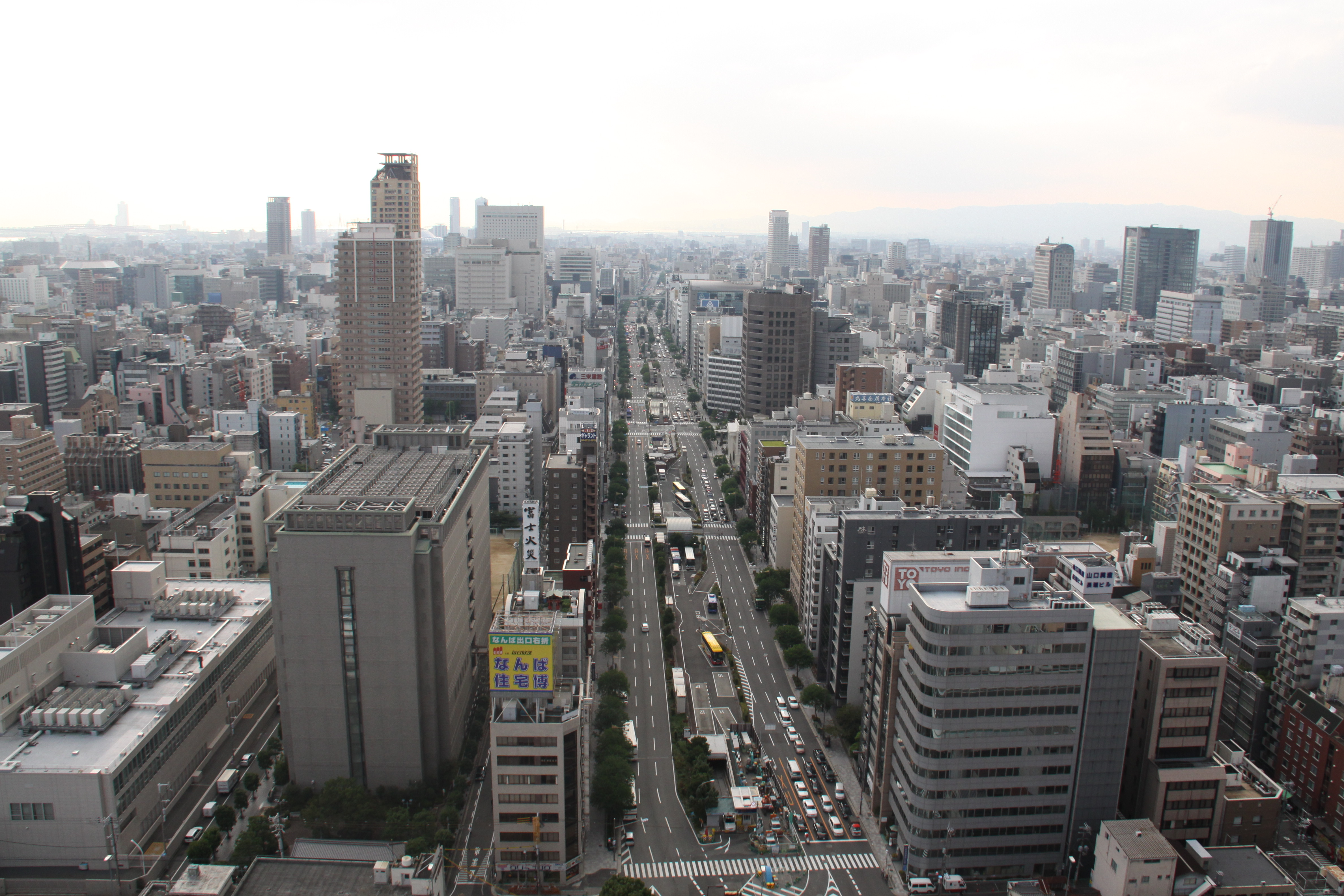
長堀通

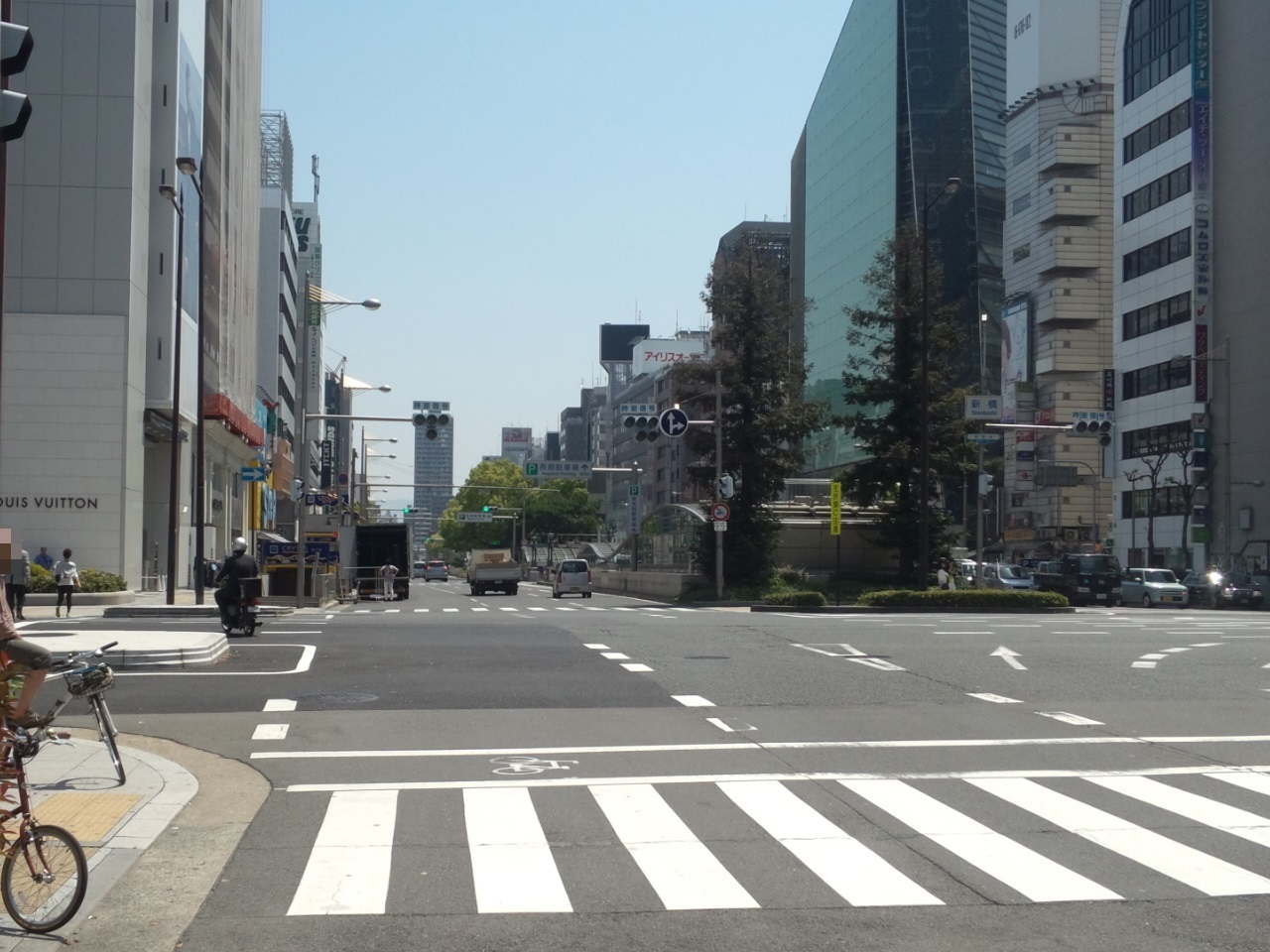
新橋交差点

长堀通（ながほりどおり）是日本大阪府大阪市一条横贯市中心的东西走向干道。这条道路系1964年填埋長堀川修筑而成，在填埋之前其北岸的街道名为末吉橋通，得名于東横堀川上的末吉橋。

## 概要
长堀通全长约5.9公里，西起西区伯乐桥西詰交差点（木津川）、东到東成区今里筋。中间与御堂筋、堺筋、松屋町筋、谷町筋、上町筋、玉造筋等南北向道路交汇。